# Витоша (футбольный клуб, Бистрица)
«Витоша» (болг. ФК Витоша) — болгарский футбольный клуб из города Бистрица.
Клуб стали известен благодаря Премьер-министру Болгарии Бойко Борисову, который был заявлен за команду в низшем дивизионе. 

## История клуба

### Региональные дивизионы (1958-2007)
Клуб был основан в 1958 году и играл в региональных дивизионах до 2007 года, когда получил повышение в третий по силе дивизион. В кубке Болгарии сезона 1972/1973 команде удалось преодолеть квалификационный раунд, но в первом раунде они потерпели поражение он ФК «Пирин», со счетом 3-0.

### Любительский дивизион и попадание в группу «Б» (2007-2016)
С 2007 по 2016 года команда играла в Группе «В». В мае 2012 года команда выиграла кубок Любительской Лиги Болгарии впервые в своей истории, обыграв в финале ФК «Две Могили» со счетом 2-1. В сезоне 2012-2013 клуб занял 2 место в Юго-Западном дивизионе группы «В», и получил повышение в футбольную Группу «Б», впервые в своей истории.

В кубке Болгарии сезона 2013/2014 команда дошла до стадии 1/16, впервые в своей истории. Предыдущим рекордом была 1/32 в сезоне 1972/1973.

## Статистика выступлений с 2010 года
| 2010–11                                             | Группа «В» | 3  | 27 | 4  | 7  | 70 | 24 | 85 | Не квалифицировались |
| 2011–12                                             | Группа «В» | 6  | 19 | 4  | 13 | 53 | 36 | 61 | Не квалифицировались |
| 2012–13                                             | Группа «В» | 2  | 22 | 5  | 3  | 52 | 10 | 71 | Не квалифицировались |
| 2013–14                                             | Группа «Б» | 11 | 7  | 7  | 12 | 22 | 24 | 28 | Второй раунд         |
| 2014–15                                             | Группа «В» | 4  | 18 | 6  | 6  | 57 | 22 | 60 | Не квалифицировались |
| 2015–16                                             | Группа «В» | 2  | 23 | 5  | 4  | 72 | 16 | 74 | Не квалифицировались |
| 2016–17                                             | Группа «Б» | 3  | 15 | 8  | 7  | 37 | 23 | 53 | Первый раунд         |
| 2017/18                                             | Группа «А» | 13 | 2  | 11 | 24 | 22 | 68 | 17 | Первый раунд         |
| 2018/19                                             | Группа «А» | 13 | 13 | 5  | 19 | 35 | 50 | 44 | Второй раунд         |
| Зеленый цвет означает повышение, красный понижение. |            |    |    |    |    |    |    |    |                      |